# Jakob Emanuel Lange

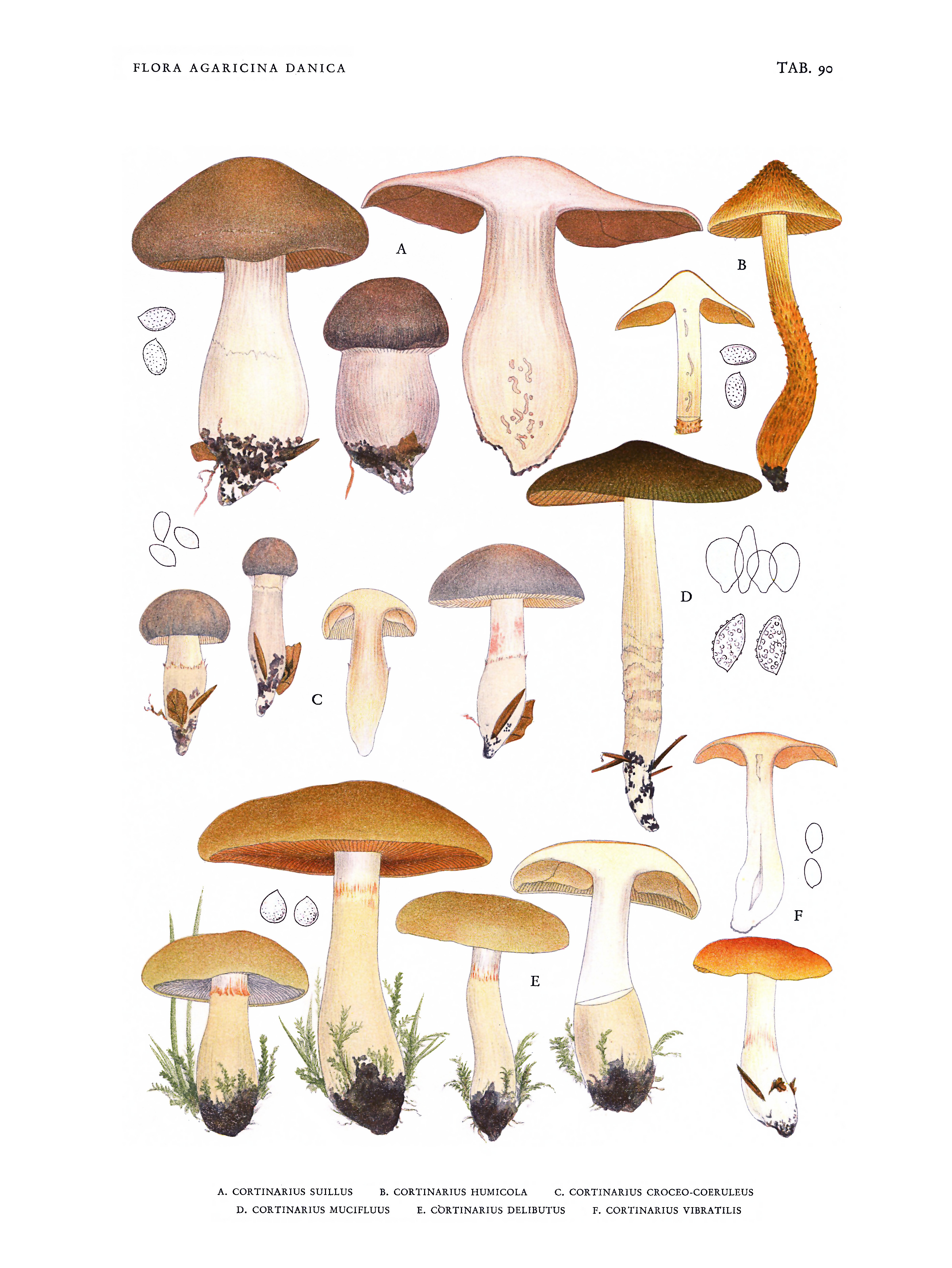
Ilustracja Langego z Flora agaricina Danica – Tablica 90, tom 3, 1940

Jakob Emanuel Lange (ur. 2 kwietnia 1864 we Flensburgu, zm. 27 grudnia 1941 w Odense) – duński botanik, mykolog i nauczyciel.

## Życiorys
Jakob Emanuel Lange urodził się 2 kwietnia 1864 roku we Flensburgu. Pochodził z rodziny o tradycjach naukowych – jego dziadkiem był przyrodnik Jacob Hornemann Bredsdorff (1790–1841) a wujem botanik Johan Lange (1818–1898). Dzieciństwo spędził w Nyborgu, a po śmierci ojca zamieszkał z wujostwem w Hjallese, gdzie chodził do szkoły i pracował u ogrodnika. W latach 1887–1887 pracował w ogrodach botanicznych w Londynie i Paryżu. Od 1888 roku nauczał botaniki w szkole rolnictwa, gdzie wprowadził do programu nauczania przedmiot gospodarki społecznej. W latach 1918–1934 pracował w szkole w Odense.
W 1888 roku założył stowarzyszenie im. Henry’ego George’a, z którego pracami zapoznał się podczas pobytu w Londynie. Był przewodniczącym stowarzyszenia, a w 1905 roku przetłumaczył dzieło George’a Progress and Poverty (1898), a w 1937 roku napisał biografię ekonomisty. Uważał wolność i równość za warunki współpracy, również międzynarodowej, i opowiadał się za zniesieniem monopolu własności ziemi. W 1909 roku opracował program polityki zarządzania gruntami, który został przyjęty w 1911 roku.
Zmarł 27 grudnia 1941 roku w Odense.

## Działalność naukowa
Specjalizował się w mykologii. Jego najbardziej znanym dziełem jest pięciotomowa Flora Agaricina Danica o pieczarkowcach z wyróżniającymi się kolorowymi akwarelami.

## Publikacje
- 1914–1938 – Studies in the Agarics of Denmark, [w:] Dansk botanisk Arkiv
- 1935–40 – Flora agaricina Danica